# Persona 5: The Animation
Persona 5: The Animation ist eine Reihe von Anime-Produktionen, die auf dem Computerspiel Persona 5 aus der Persona-Computerspielreihe basiert. Als erstes erschien 2016 der Fernsehfilm Persona 5: The Animation -The Day Breakers-. Ihm folgten eine Fernsehserie, weitere Filme und Original Video Animations und ein Manga. Die Geschichte dreht sich um eine Gruppe Jugendlicher, die in Parallelwelten Kämpfe ausfechten und sich dabei Manifestationen ihrer verborgenen Persönlichkeiten bedienen.

## Inhalt
Nachdem der Oberschüler Ren Amamiya eine Frau verteidigt und dabei den Angreifer verletzt hat, wird er zu einer Bewährungsstrafe verurteilt. Er muss die Schule wechseln und wird dafür von einem Freund seiner Eltern aufgenommen: Sojiro Sakura. Der betreibt ein kleines Café, über dem Ren nun wohnt. Noch vor seinem ersten Schultag taucht plötzlich eine mysteriöse App auf seinem Handy auf und er hat seltsame Träume von einem Kerker, in dem ein Gnom zu ihm von seinem neuen, auserwählten Leben spricht. An der Schule dann findet er sich zusammen mit seinem Mitschüler Ryūji Sakamoto plötzlich in einem Schloss wieder, in dem einer der Lehrer als König verkleidet Schüler quält. Als die Erscheinung vorbei ist, erfährt Ren, dass der Lehrer Kamoshida tatsächlich seine Schüler misshandelt und es auf die Schülerinnen abgesehen hat, darunter Anne Takamaki. Ryūji wurde von ihm schon die Sport-Karriere verbaut und nun hat Kamoshida auch Ren im Visier.
Gemeinsam gehen sie über die App mehrfach in das Schloss und treffen dort die katzenartige Morgana. Sie klärt sie über die Natur dieser Erscheinung auf, die ein Abbild von Kamoshidas Seelenleben und seinem Verlangen ist. Sie können ihn zum Guten bekehren, indem sie in diesem Schloss den wichtigsten Schatz stehlen – als Phantomdiebe, wie auch Morgana eine ist. Für den Kampf verfügen sie über ein Persona, das Abbild eines tief in ihnen verborgenen Persönlichkeitsteils, der sich hier als Monster materialisiert. Als sie sich dann entschließen, gegen Kamoshida vorzugehen, schließt sich ihnen auch Anne Takamaki an. Ihre Freundin hat nach einem Übergriff Kamoshidas versucht, Suizid zu begehen. Sie gründen die „Phantomdiebtruppe des reinen Herzens“ und brechen in das Schloss ein. Es gelingt, den Schatz zu entwenden und so den wahren Kamoshida von seinen Untaten abzubringen und sie zu gestehen.
Die drei bemerken bald, dass es viele andere Erwachsenen gibt, die ähnlich rücksichtslos und egoistisch sind wie Kamoshida. Sie beschließen daher, weiterhin als Phantomdiebe aktiv zu sein und andere Menschen zum Guten zu bekehren. Sie gründen die Gruppe „The Phantoms“ und erhalten weitere Hilfe von Morgana, die sich mit Phantomdiebstählen auskennt. Auch wird ihre Gruppe durch Gerüchte bekannter, es wird in Sozialen Netzwerken über sie gesprochen und sie erhalten Aufträge, Menschen zu helfen, denen sie sich widmen.

## Anime-Produktionen
Als erste Umsetzung der Ideen aus dem Spiel Persona 5 als Anime erschien der Fernsehfilm Persona 5: The Animation -The Day Breakers-, entstanden bei Studio A-1 Pictures. Regie führte Takaharu Ozaki und das Drehbuch schrieb Shinichi Inotsume. Das Charakterdesign entwarfen Keita Matsumoto und Toshiyuki Yahagi und als Produzent trat Kazuki Adachi auf. Der 24 Minuten lange Film wurde am 3. September 2016 bei Tokyo MX sowie später bei GTV, GYT und BS11 gezeigt. Per Streaming wurden international Fassungen mit englischen, französischen und portugiesischen Untertiteln veröffentlicht.
Dem Film folgte 2018 eine Fernsehserie, die beim Studio CloverWorks entstand. Regie führte Masashi Ishihama und Hauptautor war Shinichi Inotsume. Für die Charakterdesigns war Tomomi Ishikawa verantwortlich und Produzent war erneut Kazuki Adachi. Die insgesamt 26 Folgen wurden vom 7. April 2018 bis 23. März 2019 von den Sendern Tokyo MX, GTV, GYT, BS11, MBS und AT-X in Japan ausgestrahlt. International erfolgte eine Veröffentlichung online bei diversen Streaming-Plattformen, darunter Wakanim, Crunchyroll und Netflix, mit Untertiteln sowie auch mit englischer und deutscher Synchronisation.
Der Fernsehserie folgten weitere Anime-Produktionen, die beim gleichen Studio mit weitgehend dem gleichen Team entstanden:
- Persona 5: The Animation: Dark Sun, 2018 als Film
- Persona 5: The Animation: Stars and Ours, 2019 als Film, 50 min
- Persona 5: The Animation: Proof of Justice, 2019 als OVA, 17 min
- Persona 5: The Animation: A Magical Valentine's Day, 2019 als OVA, 24 min

### Synchronisation
Die deutsche Synchronfassung entstand unter der Regie von Katharina von Daake und nach einem Dialogbuch von Nicole Schröder und Vincent Fallow.
| Rolle          | japanischer Sprecher (Seiyū) | deutscher Sprecher |
| -------------- | ---------------------------- | ------------------ |
| Ren Amamiya    | Jun Fukuyama                 | Felix Mayer        |
| Sojiro Sakura  | Jōji Nakata                  | Josef Vossenkuhl   |
| Morgana        | Ikue Ōtani                   | Rieke Werner       |
| Anne Takamaki  | Nana Mizuki                  | Ilena Gwisdalla    |
| Ryūji Sakamoto | Mamoru Miyano                | Julian Manuel      |

### Musik
Das Abspannlied des ersten Films ist Wake Up, Get Up, Get Out There von Lyn. Für die Fernsehserie wurde die Musik von Shoji Meguro komponiert. Die Vorspanne sind unterlegt mit dem Liedern Break in to Break Out und Dark Sun…. Für die Abspanne verwendete man die Lieder Infinity und Autonomy, während in der vierten Folge auch der Titel Life Will Change eingespielt wird. Alle diese Lieder wurden gesungen von Lyn.

## Manga
Eine Umsetzung der Geschichte als Manga erschien zunächst ab September 2016 auf der Online-Plattform Manga One sowie im Online-Magazin Ura Sunday von Shogakukan. Der Verlag brachte die Kapitel seit 2017 auch in bisher neun Sammelbänden heraus. 
Eine deutsche Übersetzung der Serie erscheint seit Februar 2022 bei Tokyopop. Auf Englisch erscheint der Manga bei Viz Media, auf Französisch bei Mana Books und auf Italienisch bei J-Pop.